# Muon g−2

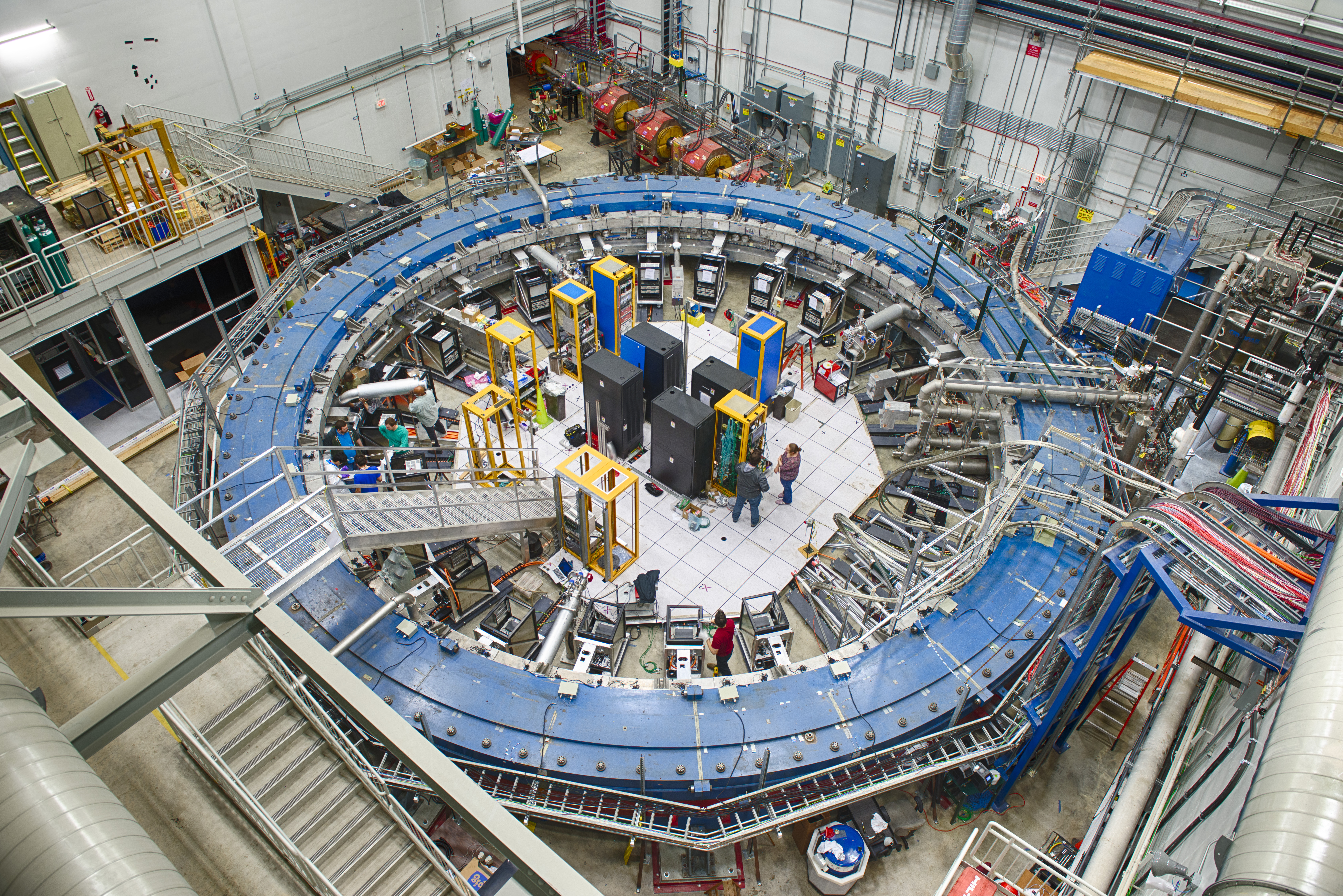
Il magnete ad anello di immagazzinamento g−2 al Fermilab, originariamente progettato per l'esperimento g−2 del Brookhaven National Laboratory. La geometria consente di stabilire un campo magnetico molto uniforme nell'anello.

Muon g−2 è un esperimento di fisica delle particelle al Fermilab per misurare il momento di dipolo magnetico anomalo di un muone con una precisione di 0,14 ppm (parti per milione), che sarà un test fondamentale per testare il modello standard. Potrebbe anche fornire la prova dell'esistenza di particelle completamente nuove.
Il muone, come il suo fratello più leggero, l'elettrone, agisce come un magnete rotante. Il parametro noto come "fattore-g" indica quanto è forte il magnete e la velocità della sua rotazione. Il valore di g è leggermente maggiore di 2, da cui il nome dell'esperimento. Questa differenza da 2 (la parte "anomala") è causata da contributi di ordine superiore dalla teoria quantistica dei campi. Misurando g−2 con alta precisione e confrontando il suo valore con la previsione teorica, i fisici scopriranno se l'esperimento concorda con la teoria. Qualsiasi deviazione indicherebbe particelle subatomiche non ancora scoperte che esistono in natura.
I tre periodi di acquisizione dei dati (Run-1, Run-2 e Run-3) sono stati completati, con la Run-4 attualmente in corso. I risultati dell'analisi dei dati Run-1 sono stati annunciati e pubblicati il 7 aprile 2021. I fisici hanno riferito che i risultati di studi recenti che hanno coinvolto la particella hanno sfidato il modello standard e, di conseguenza, potrebbero richiedere un aggiornamento della fisica attualmente compresa.

## Storia

### Muon g−2 al CERN

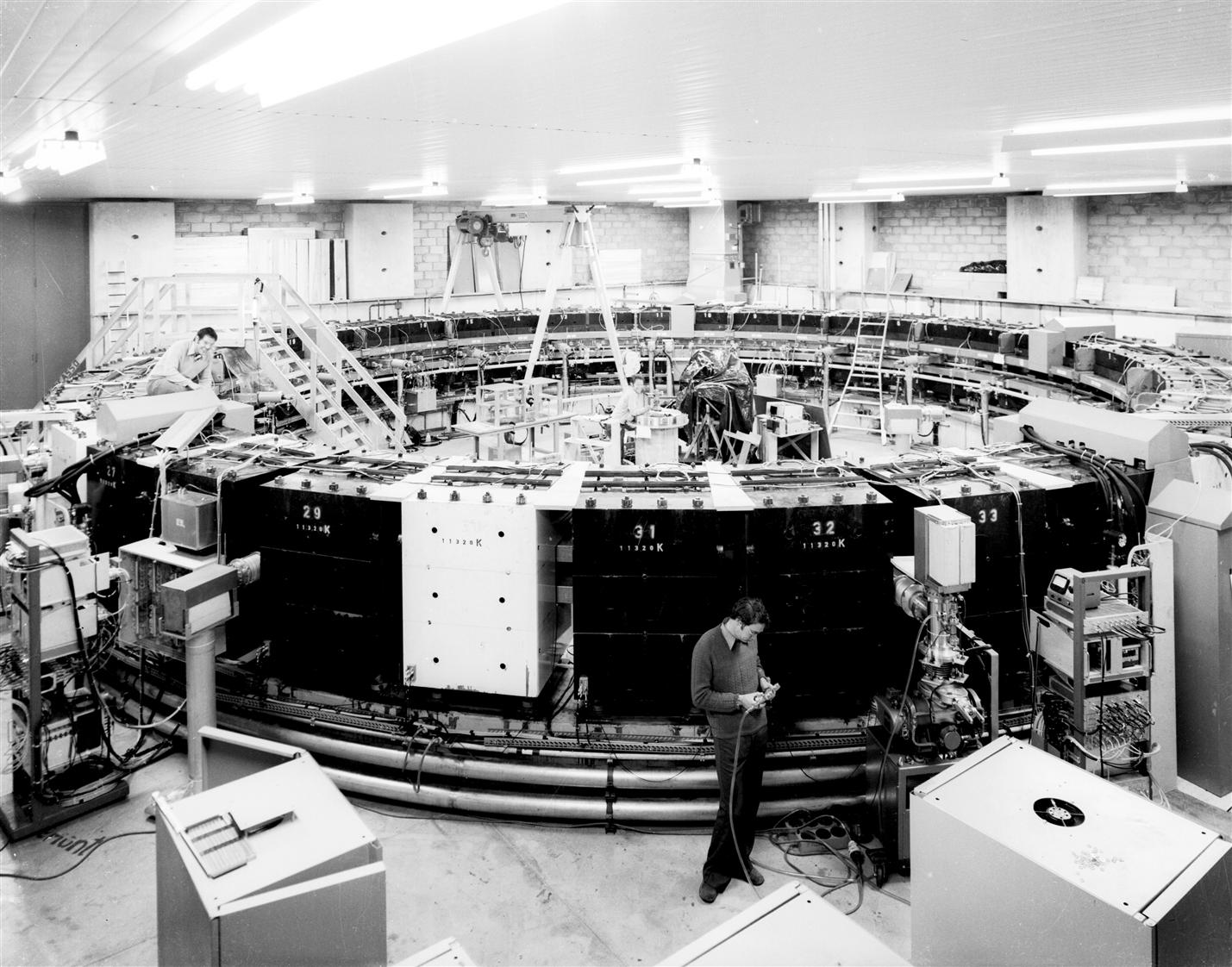
L'anello di immagazzinamento dell'esperimento "muon g−2" al CERN

I primi esperimenti iniziarono al CERN nel 1959 su iniziativa di Leon Lederman. Un gruppo di sei fisici ha formato il primo esperimento, utilizzando il sincrociclotrone al CERN. I primi risultati furono pubblicati nel 1961, con una precisione del 2% rispetto al valore teorico, e poi i secondi con questa volta una precisione dello 0,4%, convalidando così la teoria dell'elettrodinamica quantistica.
Un secondo esperimento iniziò nel 1966 con un nuovo gruppo, lavorando questa volta con il Proton-Synchrotron, ancora al CERN. I risultati furono quindi 25 volte più precisi dei precedenti e mostravano una discrepanza quantitativa tra i valori sperimentali e quelli teorici, obbligando così i fisici a rivedere il loro modello teorico. Il terzo esperimento, iniziato nel 1969, pubblicò i suoi risultati finali nel 1979, confermando la teoria con una precisione dello 0,0007%.

### Muon g−2 al Brookhaven National Laboratory
La fase successiva delle ricerche è stata condotta nel Alternating Gradient Synchrotron presso il Brookhaven National Laboratory. L'esperimento è stato condotto in modo simile all'ultimo degli esperimenti del CERN con l'obiettivo di una precisione 20 volte migliore. La tecnica prevede la memorizzazione di muoni da 3,094 GeV in un campo magnetico misurato uniforme e l'osservazione della differenza della precessione dello spin del muone e della frequenza di rotazione tramite il rilevamento degli elettroni di decadimento del muone. Il progresso nella precisione si è basato in modo cruciale su un raggio molto più intenso di quello disponibile al CERN e sull'iniezione di muoni nell'anello di stoccaggio, dove i precedenti esperimenti del CERN avevano iniettato pioni nell'anello di stoccaggio di cui solo una piccola frazione decade in muoni. L'esperimento ha utilizzato un campo magnetico molto più uniforme utilizzando un magnete ad anello di stoccaggio superconduttore superferrico, un magnete inflettore superconduttore passivo, kicker muonici veloci per deviare i muoni iniettati su orbite memorizzate, un carrello NMR con tubo a fascio che potrebbe mappare il campo magnetico nella regione di stoccaggio e numerosi altri progressi sperimentali. L'esperimento ha preso dati con muoni positivi e negativi tra il 1997 e il 2001. Il suo risultato finale è un aµ = 11659208,0(5,4)(3,3) × 10−10 ottenuto dalla combinazione di risultati coerenti con precisione simile da muoni positivi e negativi.

### Muon g−2 al Fermilab
Il Fermilab sta portando avanti l'esperimento del Brookhaven National Laboratory per misurare il momento di dipolo magnetico anomalo del muone. L'esperimento di Brookhaven si è concluso nel 2001, ma dieci anni dopo il Fermilab ha acquisito l'attrezzatura e sta lavorando per effettuare una misurazione più accurata (σ più piccola) che eliminerà la discrepanza o la confermerà come un esempio osservabile sperimentalmente di fisica oltre il Modello Standard.
Il magnete è stato rinnovato e acceso nel settembre 2015 ed è stato confermato che ha la stessa uniformità del campo magnetico di base di 1,3 ppm che aveva prima del trasferimento.
A partire da ottobre del 2016 il magnete è stato ricostruito e accuratamente spessorato per produrre un campo magnetico altamente uniforme. Nuovi sforzi al Fermilab hanno portato a una migliore uniformità complessiva di tre volte, che è importante per la nuova misurazione al suo obiettivo di maggiore precisione.
Nell'aprile 2017 la collaborazione stava preparando l'esperimento per il primo ciclo di produzione con protoni - per calibrare i sistemi di rivelazione. Il 31 maggio 2017 il magnete ha ricevuto il suo primo raggio di muoni nella sua nuova posizione. L'acquisizione dei dati sarebbe dovuta durare fino al 2020.
Il 7 aprile 2021 sono stati pubblicati i risultati dell'esperimento: aµ = (116592040±54)×10−11. I nuovi risultati sperimentali della media mondiale annunciati dalla collaborazione Muon g-2 sono: fattore g: 2.00233184122(82), momento magnetico anomalo: 0.00116592061(41). I risultati combinati di Fermilab e Brookhaven mostrano una differenza con la teoria con una significatività di 4.2 sigma, un po' meno dei 5 sigma che gli scienziati richiedono per rivendicare una scoperta. Tuttavia queste risultano essere prove convincenti per una nuova fisica, infatti la possibilità che i risultati siano una fluttuazione statistica è di circa 1 su 40.000.

## Teoria dei momenti magnetici
La g di un leptone carico (elettrone, muone o tau) è molto vicina a 2. La differenza da 2 (la parte "anomala") dipende dal leptone e può essere calcolata in modo abbastanza preciso sulla base dell'attuale Modello Standard della fisica delle particelle. Le misurazioni dell'elettrone sono in ottimo accordo con questo calcolo. L'esperimento di Brookhaven ha effettuato questa misurazione per i muoni, una misurazione tecnicamente molto più difficile a causa della loro breve durata, e ha rilevato una discrepanza buona, ma non definitiva, di 3,7σ tra il valore misurato e la previsione del Modello Standard (0,00116592089 contro 0,0011659180).
La misura dell'anomalia dell'elettrone è la quantità determinata più precisamente in fisica. Recentemente è stato misurato in 3 parti in 1013 e il suo valore calcolato in QED da una somma di 12.672 diagrammi di Feynman. Tuttavia, nonostante queste sorprendenti imprese sperimentali e teoriche, il contributo (m/M)2 delle nuove particelle è distinguibile solo per piccoli valori di massa (cioè massa <100 MeV) e attualmente i valori misurati e previsti sono in buon accordo. Al contrario, una misura della anomalia del muone, la cui massa è 220 volte quella dell'elettrone, ha una sensibilità a nuove particelle con masse nell'intervallo tra 10 MeV e 1000 GeV e quindi all'estremità superiore sta sondando una regione di massa simile agli esperimenti LHC ma in un modo molto diverso.

## Design

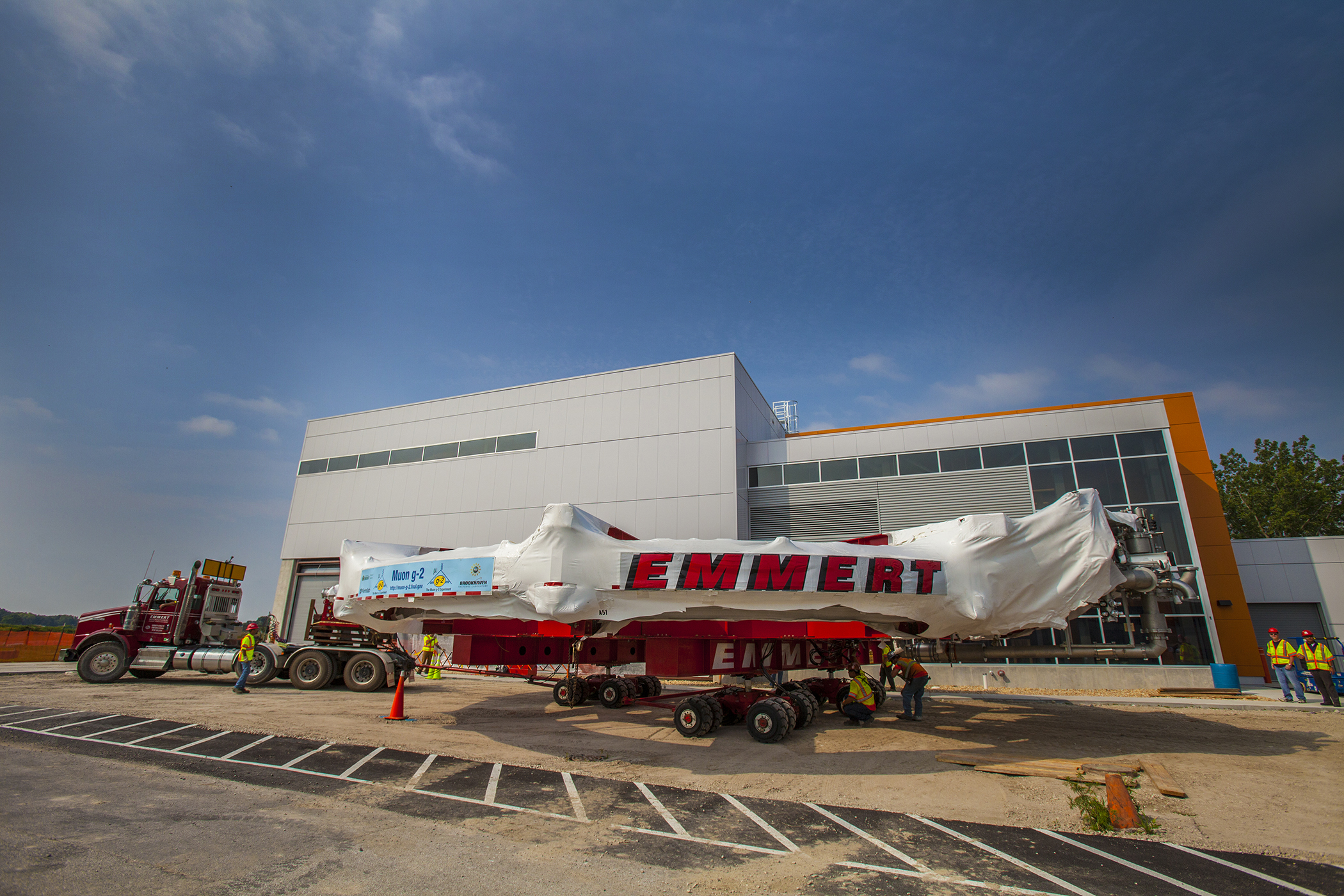
L'anello che arriva alla sua destinazione finale - la sala sperimentale (MC1) del Fermilab - il 30 luglio 2014.

Al centro dell'esperimento c'è un magnete superconduttore di 15 metri con un campo magnetico molto uniforme. Questo è stato trasportato, in un unico pezzo, da Brookhaven a Long Island, New York, al Fermilab nell'estate del 2013.

### Rivelatori
La misura del momento magnetico è realizzata da 24 rivelatori calorimetrici elettromagnetici, distribuiti uniformemente all'interno dell'anello di accumulo. I calorimetri misurano l'energia e il tempo di arrivo (relativo al tempo di iniezione) dei positroni di decadimento (e il loro conteggio) dal decadimento del muone nell'anello di accumulo. Dopo che un muone decade in un positrone e due neutrini, il positrone finisce per avere meno energia del muone originale. Pertanto, il campo magnetico lo arriccia verso l'interno dove colpisce un calorimetro di fluoruro di piombo segmentato (II) letto dai foto-moltiplicatori di silicio (SiPM).
I rivelatori di tracciamento registrano la traiettoria dei positroni dal decadimento del muone nell'anello di immagazzinamento. Il tracker può fornire una misurazione del momento di dipolo elettrico muonico, ma non direttamente la misurazione del momento magnetico. Lo scopo principale del tracker è misurare il profilo del fascio di muoni, nonché la risoluzione di accumuli di eventi (per la riduzione dell'incertezza sistematica nella misurazione del calorimetro).

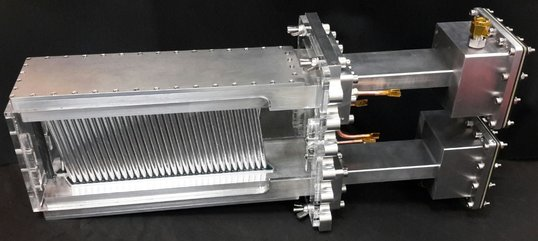
Viene mostrata una delle 4 file di 32 cannucce. Una cannuccia (lunghezza 100 mm e diametro 5 mm) si comporta come una camera a ionizzazione.

### Campo magnetico
Per misurare il momento magnetico con un livello di precisione in parti per miliardo, è necessario che un campo magnetico medio uniforme abbia lo stesso livello di precisione. L'obiettivo sperimentale di g−2 è raggiungere un livello di incertezza media di 70 parti per miliardo nel tempo e nella distribuzione dei muoni. Un campo uniforme di 1,45 T viene creato nell'anello di stoccaggio utilizzando magneti superconduttori e il valore del campo verrà mappato attivamente in tutto l'anello utilizzando una sonda NMR su un carrello mobile (senza interrompere il vuoto). La sonda utilizza la frequenza di Larmor di un protone in un campione d'acqua sferico per una misurazione ad alta precisione del campo magnetico.

### Acquisizione dei dati
Un componente essenziale dell'esperimento è il sistema di acquisizione dati (DAQ), che gestisce il flusso di dati dall'elettronica del rivelatore. Il requisito per l'esperimento è acquisire dati grezzi a una velocità di 18 GB/s. Ciò si ottiene impiegando un'architettura di elaborazione dati parallela che utilizza 24 GPU ad alta velocità (NVIDIA Tesla K40) per elaborare i dati dai digitalizzatori di forme d'onda a 12 bit. La configurazione è controllata dal framework software MIDAS DAQ. Il sistema DAQ elabora i dati da 1296 canali calorimetrici, 3 apparati di rivelazione a gas (straw tracker stations) e rivelatori ausiliari (ad esempio, contatori di muoni di ingresso). L'output totale dei dati dell'esperimento è stimato a 2 PB.

## Collaborazioni
Le seguenti università, laboratori e aziende stanno partecipando all'esperimento:

### Università
- Boston University
- Cornell University
- Johannes Gutenberg University Mainz
- Università di Chicago
- University of Illinois at Urbana-Champaign
- James Madison University
- Korea Advanced Institute of Science and Technology (KAIST)
- Università del Kentucky
- Università di Liverpool
- Università di Lancaster
- University College London
- Università del Manchester
- Università del Massachusetts
- Università statale del Michigan
- Università del Michigan
- Università del Mississippi
- Università del Molise
- Università degli Studi di Napoli Federico II
- North Central College
- Northern Illinois University
- Regis University
- Shanghai Jiao Tong University
- Technische Universitat Dresden
- Università di Udine
- Università della Virginia
- Università di Washington

### Laboratori
- Argonne National Laboratory
- Brookhaven National Laboratory
- Fermi National Accelerator Laboratory
- Budker Institute of Nuclear Physics
- Istituto Nazionale di Fisica Nucleare
- Joint Institute for Nuclear Research, Dubna
- Laboratori Nazionali di Frascati
- INFN, Sezione di Napoli
- INFN, Sezione di Pisa
- Institute for Basic Science, S. Korea